# Daysleeper
Daysleeper es una canción y un sencillo de la banda de rock alternativo R.E.M. publicado en su álbum Up el 12 de octubre de 1998. Cabe destacar que es el primer sencillo realizado sin Bill Berry, batería del grupo desde 1980 hasta 1997. 
Los sueños han tenido un importante papel en las líricas de R.E.M., ejemplos de ello son las canciones Get Up y I Don't Sleep, I Dream.
La canción está enfocada desde el punto de vista de una persona que trabaja de noche y su estilo de vida. En la canción se menciona a un toro (bull) y un oso (bear) "marcando su territorio" ("marking their territory") refiriéndose a los mercados financieros alcistas y bajistas respectivamente.
La canción llegó al número 6 en el Reino Unido y al 57 en Estados Unidos.
Considerada por muchos la antesala del zenith de R.E.M. Daysleeper fluctúa con diversos sonidos desde los tranquilos susurros hasta los más estridentes acordes, la letra y voz surrealista de Michael Stipe, ofrecen al oyente una experiencia única.

## Lista de reproducción
Las letras de las canciones fueron escritas por Peter Buck, Mike Mills, y Michael Stipe excepto aquellas indicadas
CD
1. "Daysleeper"
2. "Emphysema" (instrumental)
3. "Sad Professor" (live in studio) (sólo en Alemania)
4. "Why Not Smile"

7" and cassette
1. "Daysleeper"
2. "Emphysema" (instrumental)

## Intérpretes
- Peter Buck- guitarra
- Mike Mills- bajo
- Michael Stipe- voz

- Datos: Q2307076